# جنرال ديفيد روبنسون
جنرال ديفيد روبنسون (بالإنجليزية: David Robinson)‏ هو عسكري أمريكي، ولد في 22 نوفمبر 1754 في Hardwick, Massachusetts ‏ في الولايات المتحدة، وتوفي في 12 ديسمبر 1842 في بينينغتون في الولايات المتحدة.